# Dorian Shainin

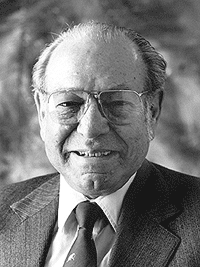
Dorian Shainin

Dorian Shainin (* 26. September 1914 in San Francisco; † 7. Januar 2000 in Manchester, Connecticut) war der Begründer der Shainin-Theorie.
Dorian Shainin war Berater, Ingenieur, Autor, College-Professor und Wegbereiter eines neuen Qualitätsparadigmas.
Neben seinen Beiträgen zur Problemlösung im industriellen Bereich sowie auf den Gebieten Produktzuverlässigkeit und Qualitätstechnik wurde er vor allem durch die Erfindung und Entwicklung des „Red X“-Konzepts bekannt. Als Gründer der nach ihm benannten, weltweit tätigen Beratungsorganisation hat Shainin (ausgesprochen SHAY-nin) mehr als 20 Methoden der statistischen Versuchsplanung entwickelt, die heute den Kern des „Shainin-Systems“ zur Verbesserung von Qualität und Zuverlässigkeit bilden. Sein ganzes Leben lang beschäftigte sich Dorian Shainin mit der Verbesserung von Qualität und Zuverlässigkeit so unterschiedlicher Produkte wie Papier, Druckmaschinen, Textilien, Gummi, Atomenergie, Flugzeuge, Autos, Kassettengeräte, Raumschiffe, Glühbirnen und Wegwerfwindeln und war dabei für Auftraggeber aus über 200 verschiedenen Branchen beratend tätig. Zu den insgesamt über 800 beratenen Unternehmen – darunter 43 Fortune-100-Unternehmen – zählen unter anderem das US-Verteidigungsministerium, Rolls Royce Ltd., Exxon, Polaroid, Hewlett-Packard, AT&T und Ford Motor.

## Jugend
Dorian Shainin wurde am 26. September 1914 in San Francisco geboren und wuchs in San Francisco, Shanghai und New York auf. Er besuchte die Erasmus Hall High School in Brooklyn, New York.

## Berufliche Anfangsjahre
Nach seinem Abschluss in Luftfahrttechnik am Massachusetts Institute of Technology (MIT) begann Shainin 1936 seine berufliche Laufbahn als Konstrukteur bei der Hamilton Standard Division der United Aircraft Corporation (heute United Technologies Corporation). Ab 1939 unterstützte Shainin vor dem Hintergrund der wachsenden Kriegsanstrengungen der US-Industrie als Koordinator neue Lizenznehmer von Hamilton Standard bei der Lösung von Problemen. Zu Kriegsende verantwortete Shainin bei Hamilton Standard den gesamten Bereich Qualität und Zuverlässigkeit, nachdem er sich mit der Erfindung des Hamilton Standard Lot Plot landesweit einen Namen gemacht hatte.

## Lot Plot
Lot Plot ist eine von Dorian Shainin in den 1940er Jahren entwickelte statistische Methode für die Annahmekontrolle, bei der anhand der grafischen Analyse variabler Stichprobendaten darüber entschieden wird, ob ein aus möglicherweise fehlerhaften Teilen bestehendes Fertigungslos angenommen oder für eine Vollprüfung ausgesondert werden sollte. Die von Walter A. Shewhart entwickelten Qualitätsregelkarten hatten statistischen Methoden den Weg in die Fertigung geebnet und die Effektivität grafischer Darstellung und Analyse unter Beweis gestellt. Shainin baute diese Konzepte in die von ihm entwickelte Lot-Plot-Methode ein und konnte dem Navy Bureau of Aeronautics 1946 beweisen, dass Lot Plot effektiver war als eine Vollprüfung. Daraufhin wurde die Lot-Plot-Methode von der Navy zur Norm erhoben und setzte sich auch in zahlreichen anderen Branchen immer stärker durch. Auf Anraten seines Freundes und Mentors Joseph M. Juran wandte sich Shainin nun ganz der Beratertätigkeit zu und begann 1952 als Senior Vice President bei Rath & Strong, Inc., einer Unternehmensberatung in Lexington, Massachusetts.

## Red X und Pareto
Das von Shainin entwickelte „Red X“-Konzept geht auf seine Verbindung mit Joseph Juran zurück, der in den 1940er Jahren das Prinzip der wenigen wichtigen und der vielen unbedeutenden Einflussgrößen („the vital few and trivial many“) geprägt hatte. Diese auch als „Paretoprinzip“ bekannt gewordene Theorie übertrug das von Vilfredo Pareto hinsichtlich der Vermögensverteilung beobachtete Phänomen auf die ungleiche Auswirkung von Problemen auf die Unternehmensleistung. In Anlehnung an Juran „beobachtete ich (wie schon viele andere vor mir), dass Qualitätsmängel mit ungleicher Häufigkeit auftreten, d. h. wenn man eine Vielzahl von Mängeln nach ihrer Auftretenshäufigkeit ordnet, stellt man fest, dass die Mangelhaftigkeit zum überwiegenden Teil auf eine relativ geringe Zahl von Einzelmängeln zurückzuführen ist.“ In den 1950er Jahren erkannte Shainin, dass sich das Pareto-Prinzip auch zur Lösung von Abweichungsproblemen eignete. Shainin schlussfolgerte, dass unter den Tausenden von Variablen, die eine Änderung im Wert einer Ausgangsgröße hervorrufen können, ein Ursache-Wirkungs-Zusammenhang stärker sein musste als alle anderen. Shainin nannte diese Hauptursache das „Big Red X“ und wies nach, dass die Ursache als Wechselwirkung zwischen unabhängigen Variablen auftreten kann. Indem man die Wirkung des Red X durch Anwendung der „Wurzel aus der Summe der Quadrate“–Methode steigert, isoliert man die Grundursache.
Shainin stellte fest, dass statistische Verfahren kostengünstiger und einfacher in der Anwendung waren als Taguchi-Verfahren. Zur Identifizierung des „Red X“ tauschte Shainin Teile paarweise so lange zwischen fehlerfreien und fehlerhaften Maschinen hin und her, bis das für den Fehler verantwortliche Einzelteil gefunden war. Shainin behauptete, mit dieser Vorgehensweise das fehlerhafte Primärteil oft mit weniger als einem Dutzend Schritten isolieren zu können. Dieses „Sprechen mit den Teilen“ unterschied Shainins Methoden grundlegend von denen Taguchis. Bei der klassischen Versuchsplanung (DOE = Design of Experiments) nach Taguchi bilden Ingenieure Hypothesen über mögliche Problemursachen. Diesem theoretischen Schritt stellen Shainins Methoden die praktische Ursachendiagnose anhand mindestens einer von vier Versuchstechniken voran, die durch empirisches Testen der fraglichen Teile die Grundursache oder das „Red X“ identifizieren helfen. In den 1940er Jahren entwickelte Leonard Seder, ein Freund und Studienkollege Shainins am MIT, mit der Multi-Vari-Chart eine grafische Methode für die Varianzanalyse. Shainin übernahm diese Methode schon bald, da er das Potenzial von Multi-Vari-Charts für die schnelle Eingrenzung der Grundursache eines Problems erkannte. Von den Multi-Vari-Charts wurde Shainin bei der Entwicklung des Red-X-Konzepts im Übrigen maßgeblich beeinflusst.

## Einflüsse
Zu den Statistikern und Mathematikern, die Shainins Denken beeinflussten, zählten Ronald Fisher, John Tukey und Waloddi Weibull.
Mit Shainins Konvergenztechniken lassen sich die Red-X-Möglichkeiten auf einige wenige reduzieren. Mithilfe von Ronald Fishers statistisch geplanten Versuchen wird dann das Red X isoliert, wobei potenzielle Wechselwirkungen offengelegt und die Identität des Red X mit statistischer Sicherheit bestätigt werden. John Tukey, einem Verfechter einfacher statistischer Techniken, verdankt Shainin weitere Anregungen. Auf Tukeys Arbeiten aufbauend entwickelte Shainin den als „Six Pack Test“ bekannt gewordenen einfachen Bestätigungsversuch. Die nichtparametrischen und grundregelbasierten Six Pack Tests sind wesentlich einfacher als t-Tests. Shainin entwickelte daraus die ANOVA-Varianzanalyse, welche die nichtparametrische Analyse von Fishers vollfaktoriellen Experimenten erlaubte. Ähnlich fasziniert wie von Seders Multi-Vari-Charts zeigte sich Shainin von Waloddi Weibulls heute berühmter stetiger Wahrscheinlichkeitsverteilung. Weibulls Verteilung legte zusammen mit Shainins Erfahrungen bei Hamilton Standard den Grundstein für Shainins späteres System für Produktzuverlässigkeit. Dieses System kam sowohl bei der Entwicklung von Grummans Mondfähre als auch bei der Produktion des ersten Antiblockiersystems (ABS) von General Motors zum Einsatz.

## NASA / Apollo 13
In den 1960er Jahren war Shainin für Grumman Aerospace als Zuverlässigkeitsberater für die Apollo-Mondfähre der NASA tätig. Zur Gewährleistung einer statistischen Sicherheitsmarge entwickelte Shainin einen völlig neuen Ansatz für die Zuverlässigkeitsbewertung, der bei der empirischen Erprobung der Bauteile und Systeme des Mondfährenprototyps von Grumman zum Einsatz kam. Shainins Methode für die Zuverlässigkeitserprobung war mit ausschlaggebend für Grummans Bewerbung um den Bau der Mondfähre. Belegt wurde die Effektivität der Methode durch elf störungsfreie bemannte Missionen, davon sechs mit einer Mondlandung. Als während der gescheiterten Apollo-13-Mission ein gravierender technischer Defekt an dem Versorgungsmodul der Kommandokapsel auftrat, retteten sich die Astronauten in die Mondfähre, die sie sicher in die Mondumlaufbahn und wieder zurück zur Erde brachte. In den Jahren seiner Tätigkeit als Zuverlässigkeitsberater für Pratt & Whitney Aircraft arbeitete Shainin an der Entwicklung der Sauerstoff-Wasserstoff-Brennstoffzelle mit, welche neben dem kryogenen Flüssigkeitstriebwerk RL10 zur Energieversorgung der Apollo-Lebenserhaltungssysteme diente. Das RL10 galt schon bald als Amerikas zuverlässigstes Raumschifftriebwerk, das in einem Fall hintereinander 128 störungsfreie Zündungen im All absolvierte.

## Weitere Beiträge
Shainin war 38 Jahre lang als statistischer Berater des medizinischen Personals am Newington Children’s Hospital in Connecticut tätig. Dabei gelang es Shainin, seine Methoden für die Problemlösung in Verbindung mit der Ätiologie von Gebrechen, insbesondere bei behinderten Kindern, nutzbar zu machen. Von 1950 bis 1983 unterrichtete Shainin an der University of Connecticut, wo er das Weiterbildungsprogramm für Industrieangestellte ins Leben rief und betreute. verfeinerte Shainin seine Problempräventionsmethodik durch die Mitarbeit an der Entwicklung des Detroit-Diesel-Series-60-Motors weiter. Shainins „Overstress Probe Testing“-Techniken enthüllten bereits frühzeitig konstruktive Schwächen des Motors, sodass noch vor dem eigentlich Beginn der Konstruktionsarbeiten entsprechende Nachbesserungen vorgenommen werden konnten. Bob Galvin gelang es in den 1980er Jahren mit Shainins Hilfe, die Qualität von Motorola so weit zu verbessern, dass das Unternehmen 1989 mit dem ersten Malcolm Baldridge National Quality Award ausgezeichnet wurde. Als langjähriges Mitglied des redaktionellen und technischen Beirats der von der American Broadcasting Company herausgegebenen Zeitschrift „Quality“ wurde Shainin schließlich auch in den redaktionellen Beirat von „Quality Engineering“, der Zeitschrift der American Society for Quality (ASQ), berufen.
Shainin ist Autor und Mitverfasser von acht Büchern, darunter „Managing Manpower in the Industrial Environment“(Wm. C. Brown Co.), „Tool Engineers Handbook“ (McGraw-Hill), „Industrial Engineering Handbook“ (McGraw-Hill), „Quality Control Handbook“ (McGraw-Hill), „New Decision-Making Tools for Managers“ (Harvard University Press), „Manufacturing, Planning, and Estimating Handbook“ (McGraw-Hill) und „Statistics In Action“.

## Auszeichnungen und Ehrungen
Als Mitglied der American Society for Quality erhielt Shainin 1952 für seine Veröffentlichung „The Lot Plot Plan“ den von der ASQ alljährlich für den wichtigsten Fachbeitrag vergebenen Brumbaugh Award. Ebenfalls von der ASQ erhielt Shainin 1970 die Edwards Medal für den „besten Beitrag zum Qualitätsmanagement“ und 1982 den Eugene L. Grant Award für seine Bildungsprogramme. Die Ehrung mit der Shewart Medal schließlich machte Shainin zum ersten Träger aller vier renommierten ASQ-Preise. Das Institute of Management Consultants ernannte Shainin zum Certified Management Consultant, und die American Arbitration Association berief ihn in das Panel of Arbitrators. Ferner wurde Shainin von der International Academy for Quality zum „Academician“ gewählt und 1996 von der ASQ zu ihrem 15. Ehrenmitglied ernannt. Schließlich rief die ASQ 2004 als posthume Ehrung die Dorian Shainin Medal ins Leben.

## Zitate
„Meine besondere Methode besteht darin, den Leuten zu sagen: ,Lasst uns mit dem Herumraten aufhören und stattdessen nach Einflussgrößen suchen – aus ihnen gewinnt man mehr Wissen als aus anderen Quellen.’“ – Dorian Shainin
„Sprecht mit den Teilen; sie sind schlauer als die Ingenieure.“ – Dorian Shainin

## Höhepunkte bei der Entwicklung der Shainin-Methodik
- 1946  Lot Plot (Shainin)
- 1948 Reliability Service Monitoring (Shainin)
- 1952 Precontrol (Shainin/Purcell/Carter/Satterthwaite)
- 1956 Component Search (Shainin)
- um 1958 Operation Search (Shainin)
- 1960 Tolerance Parallelogram (Shainin)
- 1964 Overstress Testing (Shainin)
- 1968 B vs C (Shainin)
- 1971 Paired Comparisons (Shainin)
- 1972 Isoplot (Shainin/Pollard)
- 1973 Variable Search (Shainin)
- 1976 Randomized Sequencing (Shainin)
- um 1976 Resistant Limit Transform (Shainin)
- 1977 Rank Order ANOVA (Shainin)
- 1988 Shainin System for Quality Improvement (Shainin)

(Quelle:)

## Bibliographie

### Bücher
- Acheson, J. Duncan, Quality Control and Industrial Statistics, 5th ed., Homewood, Ill., Richard D. Irwin, Inc., 1986.
- American men & women of science: physical and biological sciences, Bowker, 1986, S. 643, ISBN 0-835-22228-4
- American Society of Tool Manufacturing Engineers/Shainin, Dorian (contributor), Tool Engineers Handbook, McGraw-Hill, 1949.
- American Statistical Association (ASA), Journal of the American Statistical Association, American Statistical Association, 1954, S. 341
- Bhote, Keki, The Power of Ultimate Six SIGMA, Amacom, New York, 2003, S. 15, ISBN 0-814-40759-5
- Bhote, Keki, The Ultimate Six Sigma: Beyond Quality Excellence to Total Business, Amacom, New York, 2001, S. 176, ISBN 0-814-40677-7
- Bhote, Keki, World Class Quality: Using Design of Experiments to Make It Happen, 2nd edition, 2000, Amacom, New York, S. 79–82, 94–99 ISBN 0-814-40427-8
- Bursk, John F., Chapman, Edward C., New Decision-Making Tools for Managers; Mathematical Programming as an Aid in the Solving of Business Problems, Harvard University Press, 1968.
- Carter, A.D.S., Mechanical Reliability, Wiley, 1986, S. 156-157, ISBN 0-470-20694-2 Cowden, Dudley Johnstone, Statistical Methods in Quality Control, Prentice-Hall, 1957, S. 621–624 Debing, Lawrence M., Quality Control for Plastics Engineers, Reinhold Publishing Co., 1957.
- Grant, Eugene Lodewick, Leavenworth, Richard S., Statistical Quality Control, McGraw-Hill Book Company, New York, 1988, S. 444, 574–575, ISBN 0-070-24117-1
- Ingle, Sud, In Search of Perfection: How to Create/maintain/improve Quality, Prentice-Hall, 1985, S. 47, ISBN 0-134-67556-8
- Institute of Electrical and Electronics Engineers, IEEE transactions on industry and general applications, IEEE, 1965, S. 87
- IPC Business Press, Quality Today: Measurement & Inspection Technology, IPC Industrial Press, 1994, S. 25
- Juran, J.M., Editor, Quality Control Handbook, First Edition, McGraw-Hill Book Company, New York, 1951, S. 37–41.
- Rath & Strong, Rath & Strong's Six Sigma Leadership Handbook, Wiley, 1st edition, 2003, S. 2., ISBN 0-471-25124-0
- Rath & Strong, Rath & Strong's Six Sigma Pocket Guide: New Revised Edition, Rath & Strong, Incorporated, Aon Consulting, 2006, S. 10, ISBN 0-974-63287-2
- Shainin, Dorian, Reliability: Managing a reliability program. "Apollo lunar module engine exhaust products." Science 166, 1969, S. 733–738.
- Shainin, Dorian (contributing editor), Manufacturing, Planning, and Estimating Handbook, McGraw-Hill Book Company, New York, 1963, ISBN 0-070-01536-8
- Shainin, Dorian, Shainin, Pete, "Better Than Taguchi Orthogonal Tables," Quality and Reliability Engineering International, 1988, S. 4.
- Shainin, Dorian, Shainin, Pete, "Pre-control Versus X & R Charting: Continuous or Immediate Quality Improvement?," Quality Engineering, 1989, S. 419–429.
- Shainin, Dorian, Shainin, Pete, "Statistical Process Control," in Quality Control Handbook, J. M. Juran, F. M. Gryna (Hrsg.), McGraw-Hill, 1988, section 24.
- Sleeper, Andrew D., Design for Six Sigma Statistics, McGraw-Hill Book Company, New York, 2005, S. 79, ISBN 0-071451625
- Stamatis, D. H., TQM Engineering Handbook, CRC Press, 1997, S. 240-241 ISBN 082470083X
- Stephens, Kenneth S., Juran, Quality, and a Century of Improvement, American Society for Quality, 2004, S. 188, ISBN 0-873-89635-1
- Toedt, Theodore A., Shainin, Dorian (contributing editor), Managing Manpower in the Industrial Environment, W. C. Brown Co., 1962.

### Internet
- ASQ, December 18, 2007, “Dorian Shainin: A professional approach to problem solving”
- Automotive Design & Production, January 1, 2006, “Detective Work”
- Elsmar Cove Quality Assurance and Business Standards, "Dorian Shainin"
- Juran, J. M., "The Non-Pareto Principle; Mea Culpa"
- Moran, Tim, Automotive News, August 4, 2003, “MANUFACTURING: The man who talked to the parts” Rath & Strong Management Consultants, from In This Issue, 1957 Harvard Business Review, “Dorian Shainin”
- Regulatory Compliance Services, "Dorian Shainin"
- Vinas, Tonya, Industry Week, November 1, 2003 “Best Practices -- The Hunt For Red X”

### Zeitschriften
- ASQ, Spring, 2000, "Shainin Stamp of Quality", S. 9.
- Main, Jeremy, Langan, Patricia A., 18. August 1986, "Under the Spell of the Quality Gurus" Fortune Magazine, S. 22–23.
- Logothetis, N., 1990, "A Perspective on Shainin’s Approach to Experimental Design for Quality Improvement", Quality and Reliability Engineering International, S. 6, 195–202.
- Priddle, Alisa, 2003, "Dean of Lean Chrysler’s LaSorda starts to leave his mark", WARD’S AutoWorld, May 2003, S. 32–34.
- Quality, September, 1982, "A talk with Dorian", S. 15–18.
- Schultz, William, 1992, "Statistical Engineering", Quality, August, 1992, S. 18.

### Sonstige Quellen
Shainin, Dorian, Shainin, Pete, "analysis of Experiments," 45th Annual Quality Congress Proceedings, ASQC, 1990, S. 1071–1077.